# Guinguette (film)
Pour les articles homonymes, voir Guinguette (homonymie).
Pour plus de détails, voir Fiche technique et Distribution.
Guinguette est une comédie dramatique italo-française réalisée par Jean Delannoy et sortie en 1959.

## Synopsis
Renée dite Guinguette, une ancienne prostituée, a gagné suffisamment d'argent sur le trottoir parisien pour pouvoir s'acheter son rêve : une guinguette au bord de l'eau. Son nouvel amant, Marco, lui propose d'employer une grange attenante inutilisée, pour y stocker des voitures d'occasion dont il fait commerce. Mais les « occasions » sont en fait des voitures volées, et le charmant Marco, un mauvais garçon. Après quelques morts et diverses vicissitudes, l'amour finit par triompher.

## Fiche technique
- Titre original : Guinguette
- Titre italien : La casa sul fiume
- Réalisation : Jean Delannoy
- Scénario : Dominique Daudré et Henri Jeanson
- Photographie : Pierre Montazel
- Décors : René Renoux
- Son : Jacques Lebreton
- Régie : Margot Capelier
- Musique : Georges van Parys
- Montage : Henri Taverna
- Production : Joseph Bercholz, Henry Deutschmeister
- Sociétés de production : Les Films Gibé, Franco London Films (Paris), Continental Produzione (Rome)
- Pays d'origine :  France -  Italie
- Format : Noir et blanc - 35 mm
- Genre : comédie dramatique
- Durée : 104 minutes
- Date de sortie : 
  - France : 4 mars 1959
- Affiche : Clément Hurel (France)

## Distribution
- Zizi Jeanmaire : Renée dite Guinguette
- Jean-Claude Pascal : Marco
- Paul Meurisse : le vicomte Édouard de Villancourt
- Raymond Bussières : Biscotte
- Georges Lycan : Bascule
- Cristina Gaioni : Maryse
- Marie Mergey : Julie, la mère de Maryse
- Georges Poujouly : François
- Jacques Marin : Albert, le barman
- Odette Laure : Tartine
- Annette Poivre : Marie-Mauviette
- Armande Navarre : Gélinotte
- Dominique Davray : Marcelle
- Sophie Grimaldi : la méridionale
- Viviane Méry : la copine toulousaine de Guinguette
- Henri Vilbert : M. Jean
- Madeleine Barbulée : la cliente de M. Jean
- Guy Decomble : le peintre en bâtiment
- Louis Bugette : le brigadier
- Pierre Destailles : l'inspecteur Simon
- Jacques Hilling : le docteur Philippe
- Mario David : Bébert, un ami à l'inauguration de la guinguette
- Gérard Hernandez (non crédité) : un ami à l'inauguration de la guinguette
- Dany Jacquet (non créditée) : une cliente à l'inauguration de la guinguette
- Albert Michel (non crédité) : le pêcheur qui veut entrer dans la guinguette
- France Anglade (non créditée) : une curieuse sur les lieux de l'accident